# Macky Sall
Macky Sall (født 11. december 1961 i Fatick, Senegal) er en senegalesisk politiker, der fra 2012 til 2024 var Senegals fjerde Præsident.
Sall var Senegals premierminister fra 2004 til 2007, præsident for Senegals nationalforsamling fra 2007 til 2008 og borgmester af Fatick fra 2002 til 2008 og igen fra 2009 til 2012. Ved præsidentvalget i Senegal i 2012 blev han valgt til præsident og besejrede dermed den siddende præsident Abdoulaye Wade.
Sall er leder af partiet Alliance pour la république.